# Montpouillan
Montpouillan é uma comuna francesa na região administrativa da Nova Aquitânia, no departamento Lot-et-Garonne. Estende-se por uma área de 11,96 km². Em 2010 a comuna tinha 822 habitantes (densidade: 68,7 hab./km²).